# El Algar
El Algar és una localitat i també un districte del municipi Cartagena. Aquest poble s'ubica a 11 km de la ciutat Cartagena i a l'est del municipi. La població d'aquest districte és 7.862 habitants i la seva àrea és 27,5 km² aproximadament. El Algar confina amb el Mar Menor.
Alguns edificis significatius d'aquest territori són Teatro Apolo i Casa Rubio de El Algar.

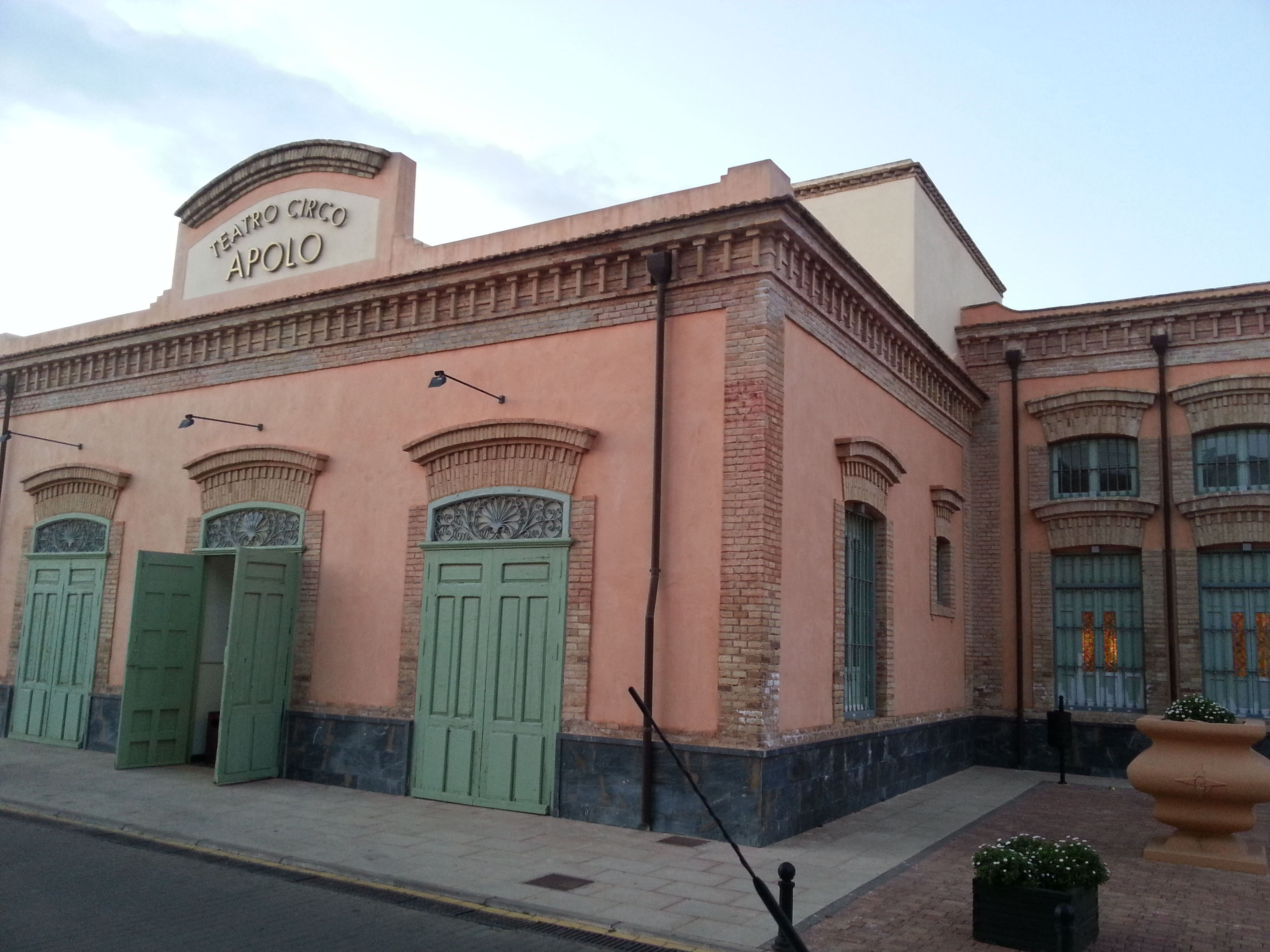
Façada del Teatro Apolo

## Demografia
Els 7862 habitants es distribueixen en aquestes localitats: El Algar amb 5505 habitants, Las Lomas on habiten 1484, Los Urrutias habitat per 802 persones i Los Ruices amb 13 habitants.
Entre aquests habitants hi ha 1300 estrangers: 16,42 %.

## Història
Hi ha constància arqueològica de presència romana a aquest districte, malgrat que això a penes està esmentat a les obres històriques. Aquesta constància consisteix a restes arqueològiques.
Segons alguns historiadors, aquest districte era un encreuament de veredes reials i camins pels que el bestiar s'adreçava a la Serralada Minera.
El nom «El Algar» té un origen àrab i el seu significat és «cova» o «fondalada». Anteriorment aquest poble s'anomenava «Pozo-Algar».
Estudis recents sobre la història d'aquesta diputació quant a l'època musulmana mostren que es hi localitzava una pagesia molt relacionada amb el regívol. A l'època andalusí hi habitaven 50 persones aproximadament.
Després de l'incorporació de Cartagena a Castella l'any 1503, probablement hi hagué una repoblació per segadors manxecs.
L'ermita que és actualment una església fou bastida probablement l'any 1744. El 1817 se realitzà una ampliació i foren construïdes dues capelles a la banda dreta. El 1860 aquesta esdevingué una parròquia i el primer bateig fou enregistat el 1862. El quart any del segle XX fou construïda la torre de l'església.
El any 1820 hi hagué a la Regió de Múrcia la malaltia el dengue i afectà molt a El Algar: aquesta causà 18 morts en 2 dies.
El any 1895 fou bastida la Casa Rubió al centre urbà. Unes altres edificacions de l'època són un petit teatre que existia des de l'any 1878. Vint-i-nou anys després fou inaugurat un nou edifici de teatre.
El 1910 hi ocorré una gran migració a causa d'una crisi minera.